# Naraiana Kanva
Naraiana Kanva ou Narayana Kanva foi o terceiro imperador do Império Kanva, dinastia que se estendeu num período de tempo entre o ano de 73 a.C. e o ano 26 a.C. Governou entre 52 a.C. e 40 a.C. Foi antecedido no trono por Bumimitra e sucedido por Susarma.